# Jan Pańczyk

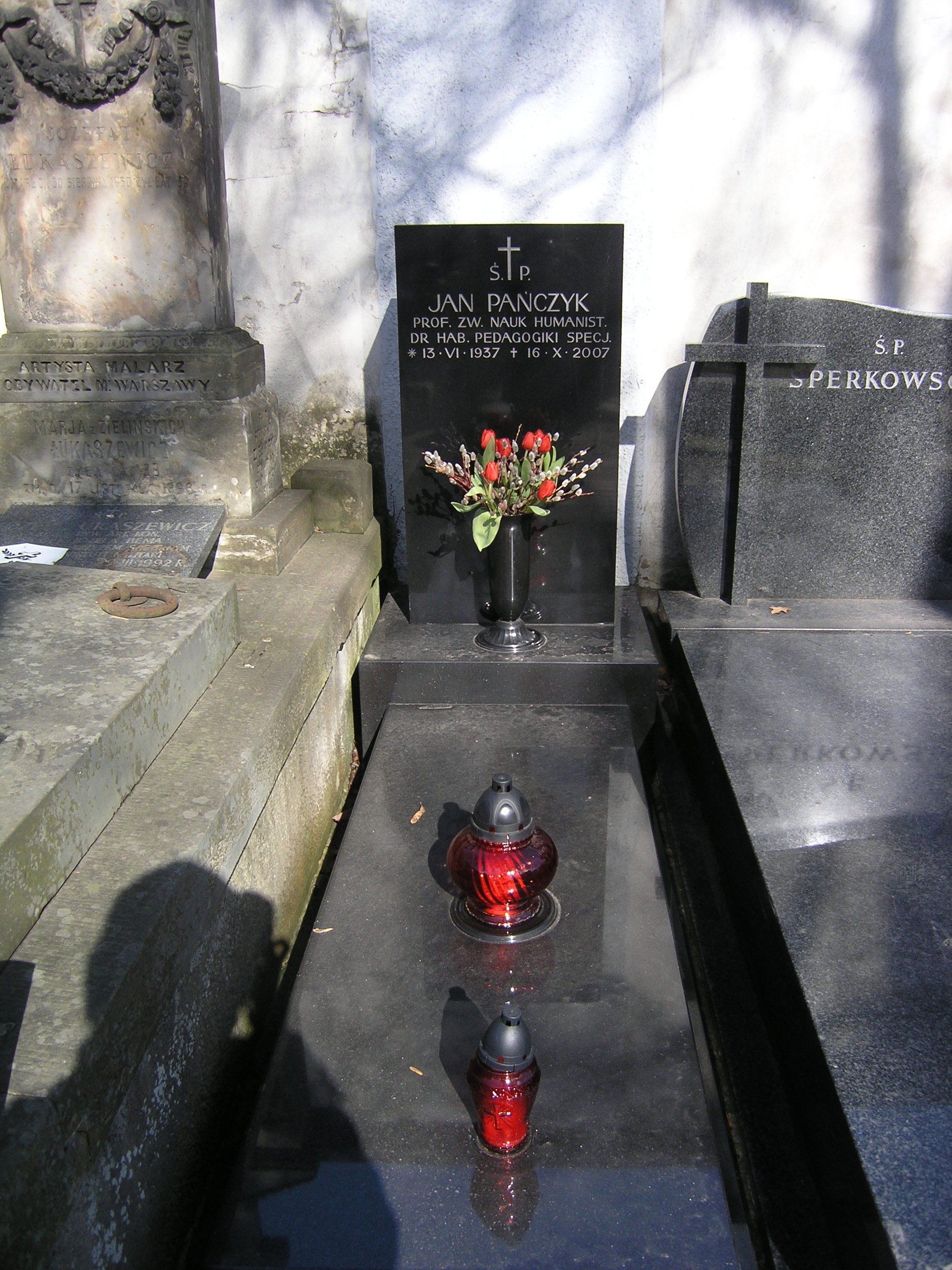
Grób Jana Pańczyka na cmentarzu Powązkowskim w Warszawie (marzec 2012)

Jan Pańczyk (ur. 13 czerwca 1937 w Deszkowicach (Zamojszczyzna), zm. 16 października 2007 w Warszawie) – polski pedagog, profesor nauk humanistycznych, doktor habilitowany nauk humanistycznych w zakresie pedagogiki specjalnej, autor licznych prac naukowych, teoretycznych i badawczych, pracownik i wykładowca wielu polskich uczelni.
W swojej 52-letniej pracy zajmował się m.in. kształceniem pedagogów specjalnych, nauczaniem specjalnym (dydaktyką specjalną), potrzebami i przygotowaniem do pracy osób odchylonych od normy psychofizycznej (o specjalnych potrzebach, niepełnosprawności). Przyczynił się do uporządkowania terminologii w polskiej pedagogice specjalnej. Był znaczącym twórcą podstaw teorii i praktyki pedagogiki specjalnej, formułujących oblicze uniwersyteckiej pedagogiki specjalnej w Polsce.
Jego dorobek i wkład w rozwój pedagogiki specjalnej, w integrację środowiska pedagogów specjalnych, a także w rozwój szkolnictwa wyższego w Polsce, był wielokrotnie doceniany i nagradzany przez Ministra Edukacji Narodowej oraz rektorów uczelni, których był pracownikiem. Odznaczony został, m.in. Złotym Krzyżem Zasługi, Medalem Komisji Edukacji Narodowej i Krzyżem Kawalerskim Odrodzenia Polski.

## Życiorys

### Życie prywatne
Jan Pańczyk, syn Jana i Zofii, urodził się 13 czerwca 1937 roku w Deszkowicach koło Szczebrzeszyna na Zamojszczyźnie, w rodzinie chłopskiej. Dwukrotnie przesiedlany w czasie II wojny światowej, przeżył wojnę i lata powojenne dzięki matce (zm. w 1995 r.) ; ojciec zmarł w połowie września 1939 r.
Jan Pańczyk ożenił się w marcu 1967 roku w Zakopanem, z Urszulą z domu Łyczek, z którą pozostał w związku małżeńskim do swojej śmierci (ponad 40 lat). W wieku 31 lat został ojcem (córka Dorota, która w 1997 r. urodziła jedyną wnuczkę profesora, Léa). W 1971 roku urodził mu się syn Jacek.
Stworzenie rodziny było głównym celem jego życia. Z pracy zawodowej i ze szczęśliwego ogniska domowego czerpał radość i satysfakcję. W notkach biograficznych, w rubryce „zainteresowania”, profesor wpisywał zawsze praca zawodowa i dom. Tak też ocenił sam siebie w wywiadzie udzielonym miesięcznikowi „Nowa Szkoła” w 1987 r. (zob. Bibliografia): Przykro mi się przyznać, ale niewiele czasu pozostaje na realizację pozazawodowych zainteresowań i zajęć. Jestem domatorem i nie mam żadnego hobby. Wszystko co robię podporządkowane jest sprawom zawodowym i rodzinie. Z tej działalności właśnie czerpię radość i trochę satysfakcji.

### Studia i praca
Po zakończeniu nauki w szkole podstawowej w 1951 roku, kształcił się w Liceum Pedagogicznym w Szczebrzeszynie. Po otrzymaniu matury w 1955 roku, dającej jednocześnie uprawnienia nauczycielskie, z nakazu pracy objął stanowisko nauczyciela w szkole podstawowej w Różance. W listopadzie 1957 roku został powołany do służby wojskowej, którą odbył w marynarce wojennej w Dziwnowie. Do pracy w szkolnictwie podległym resortowi oświaty wrócił w 1959 roku obejmując stanowisko nauczyciela w szkole podstawowej w Kulczynie, a następnie wychowawcy w Państwowym Młodzieżowym Ośrodku Wychowawczym w Elblągu (1960–1962) i kierownika internatu w Państwowym Zakładzie Wychowawczym w Wejherowie (1962–1963). W wieku 26 lat został dyrektorem Zasadniczej Szkoły Zawodowej Specjalnej w Państwowym Zakładzie Wychowawczym (przekształconym w Ośrodek Szkolno-Wychowawczy nr 1) w Wejherowie.
Równolegle do pracy nauczycielskiej podjął studia magisterskie w Akademii Wychowania Fizycznego w Warszawie, które ukończył w 1964 roku przedstawiając wyniki badań w pracy zatytułowanej Próba charakterystyki grupy upośledzonych umysłowo w wieku 14-19 lat przejawiających zainteresowania sportowe. W 1965 roku, jako wychowawca placówki resocjalizacyjnej podniósł swoje kwalifikacje otrzymując tytuł nauczyciela szkoły specjalnej, a w 1973 roku dyplom nauczyciela szkoły specjalnej dla upośledzonych umysłowo (był uczniem Marii Grzegorzewskiej).

### Praca naukowa
Równolegle do pracy dyrektora szkoły, Jan Pańczyk samodzielnie prowadził badania i zbierał materiały do pracy doktorskiej. Swoje kilkuletnie obserwacje przedstawił w 1969 roku Kazimierzowi Kirejczykowi, który wyraził zgodę na otwarcie przewodu doktorskiego. W roku 1974 Rada Naukowo-Dydaktyczna AWF-u nadała Janowi Pańczykowi stopień naukowy doktora. Praca doktorska nosiła tytuł Rozwój i sprawność fizyczna dzieci upośledzonych umysłowo w stopniu lekkim. W tym samym roku podjął pracę adiunkta w Państwowym Instytucie Pedagogiki Specjalnej (potem Wyższa Szkoła Pedagogiki Specjalnej, obecnie Akademia Pedagogiki Specjalnej) w Warszawie. Stał się współpracownikiem Kazimierza Kirejczyka i kontynuatorem jego pracy. Należał do tzw. „szkoły Kirejczyka”. W 1983 roku został docentem, w 1990 profesorem nadzwyczajnym a profesorem zwyczajnym w roku 1994. Prowadził zajęcia z pedagogiki specjalnej i dydaktyki specjalnej.
W 1985 roku Jan Pańczyk związał się z Uniwersytetem Łódzkim, w którym wykładał przez 19 lat jako docent (1985–1990), profesor nadzwyczajny (1990–1992) i profesor zwyczajny (1992–2004). W związku z jego staraniami, w 1991 roku na Uniwersytecie Łódzkim powstała Katedra pedagogiki specjalnej. Jan Pańczyk kierował nią do 2004 roku. Dodatkowo pełnił także funkcję kierownika Podyplomowego Studium Pedagogiki Specjalnej (1993–2004) oraz kierownika Podyplomowego Studium Logopedycznego (1995–2004).
W 2000 roku, Jan Pańczyk opuścił na własną prośbę APS, w której przez 26 lat pracy pełnił liczne funkcje:
- kierownika Zakładu Pedagogiki Specjalnej (1983–1985 i 1991–1993)
- kierownika Katedry Pedagogiki Specjalnej (1993–2000)
- kierownika Zakładu Dydaktyki Specjalnej (1994–2000)
- kierownika Resortowego Programu Badawczego III.32 (1986–1990)
- prodziekana Wydziału Pedagogiki Specjalnej (1981–1983)
- dziekana Wydziału Rewalidacji (1983–1984)
- prorektora ds. Nauki (1993–1996)
- kierownika Podyplomowego Studium Pedagogiki Korekcyjnej (1994–2000).

Przez 16 lat (1984–1999), pełnił dodatkowo funkcję redaktora naczelnego wydawnictwa WSPS (obecnie APS) wydając rocznie ok. 100 arkuszy autorskich, tzn. 10 tytułów (skryptów, materiałów pomocniczych, monografii, prac doktorskich i habilitacyjnych pracowników WSPS-u, zeszytów naukowych, roczników, materiałów z konferencji i sesji naukowych).
Profesor Pańczyk był bardzo zaangażowany w rozwój WSPS-u jako instytucji. W połowie lat 80. zainicjował i zredagował Statut uczelni, który obowiązuje od 1986 r. Gros swojego czasu poświęcał także na organizację studiów stacjonarnych i zaocznych, aby jak największy odsetek maturzystów i nauczycieli już pracujących w zawodzie mógł podjąć kształcenie na pedagogów specjalnych, bądź specjalizację w jednej z dziedzin pedagogiki specjalnej.
Po odejściu z APS podstawowymi miejscami pracy profesora Jana Pańczyka stały się Uniwersytet Kazimierza Wielkiego w Bydgoszczy (2000–2003) i Uniwersytet Marii Curie-Skłodowskiej w Lublinie (2003–2007), na Wydziale Pedagogiki i Psychologii.
Równolegle do pracy w ww. uczelniach, Jan Pańczyk wykładał również w Instytucie Kształcenia Nauczycieli i Badań Oświatowych (IKNiBO) w Warszawie-Rembertowie (1974-1980), na Uniwersytecie Kazimierza Wielkiego w Bydgoszczy (2003–2004), w Wyższej Szkole Gospodarki Krajowej w Kutnie (2002–2003 i 2006–2007), we Wszechnicy Polskiej – Szkole Wyższej Towarzystwa Wiedzy Powszechnej w Warszawie (2004–2006), a także na Uniwersytecie Warmińsko-Mazurskim w Olsztynie i w Wyższej Szkole Pedagogicznej w Opolu.
W wieku 70 lat (2007 r.), po 52 latach nauczycielskiej i profesorskiej kariery, Jan Pańczyk przeszedł na emeryturę nie przerywając ani pracy naukowej ani swojego zaangażowania w rozwój i propagowanie pedagogiki specjalnej w Polsce. 1 października 2007 podjął pracę w Wyższej Szkole Gospodarki Krajowej w Kutnie, mając na celu stworzenie tam katedry pedagogiki specjalnej, i we Wszechnicy Polskiej–Szkole Wyższej Towarzystwa Wiedzy Powszechnej w Warszawie.

### Dorobek i spuścizna
Łącząc pracę zawodową ze studiami oraz pracą badawczą w latach 1964-2007, profesor Jan Pańczyk:
- zdobył trzy tytuły zawodowe: magistra (1964), nauczyciela szkoły specjalnej (1965), nauczyciela dyplomowanego (1973), dwa stopnie naukowe: doktora (1974) i doktora habilitowanego w zakresie pedagogiki specjalnej (praca pt. Poziom rozwoju cech motorycznych uczniów szkół dla lekko upośledzonych umysłowo na tle ich rówieśników ze szkół normalnych - UMCS Wydział Humanistyczny, 1982 r.) oraz tytuł naukowy profesora (nadany podczas uroczystej ceremonii w Belwederze w 1990 r.)
- uczestniczył w gremiach naukowych jako członek Komitetu Rehabilitacji Polskiej Akademii Nauk, Polskiej Akademii Medycyny (członek zwyczajny), Sekcji Uczelni Pedagogicznej Rady Głównej Szkolnictwa Wyższego
- opublikował 44 tomów książkowych, w tym 11 autorskich, 2 współautorskie i 28 jako redaktor tomu, oraz ponad 70 artykułów, w tym 61 po uzyskaniu tytułu profesorskiego (zob. Wykaz publikacji)
- był promotorem ponad 30 prac licencjackich, 1000 prac magisterskich i 18 rozpraw doktorskich
- dla potrzeb rad wydziałowych bądź Centralnej Komisji do Spraw Tytułu Naukowego i Stopni Naukowych, był recenzentem w 22 przewodach doktorskich, 17 przewodach habilitacyjnych, 6 postępowaniach w sprawie nadania tytułu naukowego profesora
- opublikował ponad 40 recenzji „grantów Komitetu Badań Naukowych” i wniosków o utworzenie uczelni niepaństwowych bądź dotyczących podwyższenia statusu kształcenia z „licencjackiego” na „magisterski” na zlecenie Rady Głównej Szkolnictwa Wyższego i Ministerstwa Edukacji Narodowej
- działał na rzecz rozwoju pedagogiki specjalnej i integracji środowiska pedagogów specjalnych organizując liczne konferencje samoistne / tematyczne bądź w ramach cykli „Współczesne Problemy Pedagogiki Specjalnej” (1983–1989) lub „Forum Pedagogów Specjalnych XXI wieku” (2000–2007).

### Informacje dodatkowe
Z zaświadczenia Instytutu Pamięci Narodowej w Warszawie Nr BUW-u III – 5532 – 2421 (4) /05 z dnia 20.05.2005 r. wynika, że dane osobowe Jana Pańczyka zamieszkałego w Warszawie nie pokrywają się z danymi osobowymi, które znajdują się w katalogu funkcjonariuszy, współpracowników, kandydatów na współpracowników organów bezpieczeństwa państwa oraz innych osób, udostępnionym w IPN-ie od dnia 26 listopada 2004 r.

## Śmierć
Jan Pańczyk zmarł 16 października 2007 roku w Warszawie. Od 1999 r. chorował na przewlekłą białaczkę limfatyczną, nie zmieniając jednak ani trybu swojego życia ani zaangażowania w propagowanie pedagogiki specjalnej. Pracował do dnia zgonu. 23 października 2007 r. profesor miał po raz kolejny pokierować obradami Forum Pedagogów Specjalnych XXI wieku poświęconego Półwieczu uniwersyteckiej pedagogiki specjalnej w Polsce i organizowanego przez niego w Pałacu Kultury i Nauki w Warszawie. Do ogólnopolskiego spotkania pedagogów specjalnych już nie doszło.
Profesor Pańczyk został pochowany 26 października 2007 roku na Starych Powązkach w Warszawie (kwatera pod murem IV-1-92). W ceremonii pogrzebowej uczestniczyło przeszło 200 osób.

## Pamięć o profesorze
Pamięć o profesorze Pańczyku trwa. W miesiąc po jego śmierci dwumiesięcznik "Szkoła specjalna", (zob. Bibliografia) opublikował wspomnienia Elżbiety M. Minczakiewicz z Uniwersytetu Pedagogicznego im. Komisji Edukacji Narodowej w Krakowie, wieloletniego współpracownika profesora w dziedzinie logopedii, Jan Pańczyk nauczyciel nauczycieli – mistrz i uczony, inicjator rozlicznych koncepcji i działań na rzecz rozwoju pedagogiki specjalnej jako nauki i kształcenia specjalnego dzieci i młodzieży (1937–2007). Także Gazeta.pl Kraków w rubryce „Pożegnania” zamieściła wspomnienia E. M. Minczakiewicz o profesorze Pańczyku (2008/12/02). Na początku 2008 portret profesora zawisł w galerii wybitnych pedagogów w Akademii Pedagogiki Specjalnej w Warszawie. W przygotowaniu są także prace o życiu i pracy naukowej profesora Jana Pańczyka. W 2008 roku, Agnieszka Wałęga z Uniwersytetu Mikołaja Kopernika w Toruniu opublikowała portret profesora w artykule Luminarze polskiej pedagogiki specjalnej, zaś na początku 2009 roku, Akademia Pedagogiki Specjalnej wydała pracę zbiorową zatytułowaną Pedagogika specjalna, różne poszukiwania - wspólna misja. Pamięci profesora Jana Pańczyka (zob. Bibliografia).

## Monografie
- J. Pańczyk (1975), Poziom rozwoju i sprawności fizycznej dzieci upośledzonych umysłowo w stopniu lekkim, Warszawa, IKNiBO
- J. Pańczyk (1979), Poziom rozwoju cech motorycznych uczniów szkół dla lekko upośledzonych umysłowo na tle innych rówieśników ze szkół normalnych. Warszawa, WSPS
- J. Pańczyk (1987), Wyższa Szkoła Pedagogiki Specjalnej im. Marii Grzegorzewskiej w Warszawie, Warszawa, WSPS
- J. Pańczyk (1987), Kształcenie zawodowe młodzieży upośledzonej umysłowo w stopniu lekkim. Zarys, Warszawa PWN
- J. Pańczyk (red) (1987), Wyniki kształcenia specjalnego upośledzonych umysłowo, Warszawa, WSPS
- J. Pańczyk (red) (1987), Współczesne problemy pedagogiki specjalnej. Materiały z sesji organizowanych w latach 1983 - 1985, Warszawa, WSPS
- J. Pańczyk (red) (1988), Z zagadnień oligofrenopedagogiki tom 1, Warszawa, WSPS
- J. Pańczyk (red) (1989), Z zagadnień oligofrenopedagogiki tom 2, Warszawa, WSPS
- J. Pańczyk (red) (1989), Efektywność metod i form kształcenia specjalnego, Warszawa, WSPS
- J. Pańczyk (red) (1989), Pedagogika specjalna - uwarunkowania i tendencje rozwoju, Warszawa, WSPS
- J. Pańczyk (1989), Potrzeby zawodowe absolwentów zasadniczych szkół zawodowych dla lekko upośledzonych umysłowo, Warszawa, Instytut Wydawniczy Związków Zawodowych
- J. Pańczyk (1990), Metody dydaktyczne wykorzystywane przez nauczycieli przedmiotów ogólnokształcących szkół podstawowych dla lekko upośledzonych umysłowo, Warszawa, Instytut Wydawniczy Związków Zawodowych
- J. Pańczyk (red) (1990), Roczniki Pedagogiki Specjalnej, tom 1, Warszawa, WSPS
- J. Pańczyk (red) (1991), Roczniki Pedagogiki Specjalnej, tom 2, Warszawa, WSPS
- J. Pańczyk (red) (l992), Roczniki Pedagogiki Specjalnej, tom 3, Warszawa, WSPS
- J. Pańczyk (red) (1993), Roczniki Pedagogiki Specjalnej, tom 4, Warszawa, WSPS
- J. Pańczyk (red) (1994), Roczniki Pedagogiki Specjalnej, tom 5 Warszawa, WSPS
- J. Pańczyk (red) (1995), Roczniki Pedagogiki Specjalnej, tom 6,Warszawa, WSPS
- J. Pańczyk (red) (1996), Roczniki Pedagogiki Specjalnej, tom 7,Warszawa, WSPS
- J. Pańczyk (red) (1997), Roczniki Pedagogiki Specjalnej, tom 8, Warszawa, WSPS
- J. Pańczyk (red) (1998), Roczniki Pedagogiki Specjalnej, tom 9, Warszawa, WSPS
- J. Pańczyk (red) (1999), Roczniki Pedagogiki Specjalnej, tom 10,Warszawa, WSPS
- J. Pańczyk (red) (2000), Roczniki Pedagogiki Specjalnej, tom 11,Warszawa, WSPS
- J. Pańczyk (red) (1991), Współczesne problemy pedagogiki specjalnej Warszawa, WSPS
- J. Pańczyk (red) (1991), Pedagogika specjalna. Psychopedagogiczne i medyczne studium terminologiczne, Warszawa, Instytut Wydawniczy Związków Zawodowych
- J. Pańczyk (współautor) (1991), Funkcjonowanie metody ośrodków pracy w szkołach podstawowych dla lekko upośledzonych umysłowo, Warszawa, WSPS
- J. Pańczyk (1991), Potrzeby zawodowe nauczycieli klas I - III szkoły podstawowej, Warszawa, WSPS
- J. Pańczyk (1992), Poziom rozwoju cech motorycznych uczniów upośledzonych umysłowo w stopniu umiarkowanym, Warszawa, WSPS
- J. Pańczyk (1992), Poziom umiejętności praktycznych uczniów kończących szkołę podstawową dla upośledzonych umysłowo w stopniu umiarkowanym i znacznym Warszawa, WSPS
- J. Pańczyk (1992), Przydatność zawodowa osób lekko upośledzonych umysłowo w świetle taryfikatorów zawodowych - wymagań na stanowisku pracy - część I, Warszawa, WSPS
- J. Pańczyk (1996), Przydatność zawodowa osób lekko upośledzonych umysłowo w świetle taryfikatorów zawodowych - wymagań na stanowisku pracy - część II, Warszawa, WSPS
- J. Pańczyk (red) (1995), Kształcenie specjalne w nowej sytuacji prawnej i ekonomicznej, Warszawa, WSPS
- J. Pańczyk (współautor) (1997), Czołowi polscy pedagodzy specjalni oraz absolwenci PIPS i WSPS z lat 1971 – 1996, Warszawa, WSPS
- J. Pańczyk (red) (1998), Tożsamość polskiej pedagogiki specjalnej u progu XXI wieku Warszawa, WSPS
- J. Pańczyk (współredaktor) (1999), Potrzeby edukacyjne osób niepełnosprawnych i ich zaspokajanie w aglomeracjach miejskich, Łódź, Wydawnictwo Uniwersytetu Łódzkiego
- J. Pańczyk (współredaktor) (1999), Pedagogika specjalna wobec zagrożeń i wyzwań XXI wieku, Poznań, Zakłady Graficzne w Poznaniu
- J. Pańczyk (red) (2000), Pedagogika specjalna lat dwutysięcznych, Łódź, DAJAS
- J. Pańczyk (red) (2001), Forum pedagogów specjalnych XXI wieku, tom 1, Łódź, Wydawnictwo Uniwersytetu Łódzkiego
- J. Pańczyk (red) (2002), Forum pedagogów specjalnych XXI wieku, tom 2, Łódź, Wydawnictwo Uniwersytetu Łódzkiego
- J. Pańczyk (red) (2002), Forum pedagogów specjalnych XXI wieku, tom 3, Łódź, Wydawnictwo Uniwersytetu Łódzkiego
- J. Pańczyk (red) (2003), Forum pedagogów specjalnych XXI wiek, tom 4, Łódź, Wydawnictwo Uniwersytetu Łódzkiego
- J. Pańczyk (red) (2003), Forum pedagogów specjalnych XXI wieku, tom 5, Łódź, Wydawnictwo Uniwersytetu Łódzkiego
- J. Pańczyk (red) (2006), Forum pedagogów specjalnych XXI wieku, tom 6, Łódź, Wydawnictwo Uniwersytetu Łódzkiego
- J. Pańczyk (red) (2006), Forum pedagogów specjalnych XXI wieku, tom 7, Łódź, Wydawnictwo Hamal
- † J. Pańczyk (red) (2008), Zaspokajanie specjalnych potrzeb edukacyjnych uczniów a przygotowanie du użytecznego życia, Łódź, Wydawnictwo Uniwersytetu Łódzkiego